# Новак, Хельга Мария
Хельга М. Новак (нем. Helga M. Novak, псевдоним Марии Карлсдоуттир, исл. Maria Karlsdottir; 8 сентября 1935, Берлин — 24 декабря 2013, там же) — немецко-исландская писательница.

## Биография
Новак родилась в Берлине. Она выросла в Восточной Германии, изучала журналистику и философию в Лейпцигском университете. В 1957 году она вышла из Социалистической единой партии Германии (СЕПГ) в знак протеста против советского вторжения в Венгрию в 1956 году.
В 1961 году она переехала в Исландию, где вышла замуж и родила двоих детей до развода.
Прежде чем вернуться в ГДР, она побывала в Испании, Франции и США. Когда её лишили гражданства за написание и публикацию критических текстов, она перебралась из Исландии в Германию, Польшу и Болгарию. В течение короткого периода она была информатором («inoffizieller Mitarbeiter») восточногерманской Штази. В 2004 году власти Германии отказали ей в предоставлении немецкого гражданства. Новак умерла в 2013 году в Берлине.

## Награды
- 1968 Литературная премия города Бремена
- 1979/1980 Stadtschreiber von Bergen
- 1985 Kranichsteiner Literaturpreis
- 1989 Премия Хросвиты
- 1989 Премия Эрнста Рейтера
- 1990 Марбургская литературная премия
- 1993 Gerrit-Engelke-Preis
- 1994 Ehrengabe der Deutschen Schillerstiftung
- 1997 Бранденбургская литературная премия
- 1998 Ehrengabe der Bayerischen Akademie der Schönen Künste
- 2001 Литературная премия Иды Демель

## Произведения
- Ballade von der reisenden Anna, Neuwied 1965
- Colloquium mit vier Häuten, Neuwied 1967
- Das Gefrierhaus. Die Umgebung, Hamburg 1968 (совместно с Тиммом Бартоллом)
- Geselliges Beisammensein, Neuwied 1968
- Wohnhaft im Westend, Neuwied 1970 (совместно с Хорстом Карасеком)

- Aufenthalt in einem irren Haus, Neuwied 1971
- Seltsamer Bericht aus einer alten Stadt, Hannover 1973 (совместно с Доротеей Носбиш)
- Die Ballade von der kastrierten Puppe, Leverkusen, 1975 (совместно с Петером Качмареком)

- Balladen vom kurzen Prozess, Berlin 1975
- Die Landnahme von Torre Bela, Berlin 1976
- Margarete mit dem Schrank, Berlin 1978
- Die Eisheiligen, Darmstadt 1979
- Palisaden, Darmstadt 1980
- Vogel federlos, Darmstadt 1982
- Grünheide Grünheide, Darmstadt 1983
- Legende Transsib, Darmstadt 1985
- Märkische Feemorgana, Frankfurt am Main 1989
- Aufenthalt in einem irren Haus, Frankfurt am Main 1995
- Silvatica, Frankfurt am Main 1997
- Solange noch Liebesbriefe eintreffen, Frankfurt am Main 1999